# Bibliothek der Pädagogischen Hochschule Zürich
Die Bibliothek der Pädagogischen Hochschule Zürich versorgt Mitarbeitende, Studierende und Weiterbildungsteilnehmende mit gedruckten, elektronischen und multimedialen Medien für die Lehre, das Studium, die Weiterbildung und Forschung. Die Medien für den Schulunterricht umfassen alle Schulstufen der Volksschule bis hin zur Sekundarstufe II.

## Geschichte
Nach Gründung der Pädagogischen Hochschule Zürich im Jahr 2002 bildeten zunächst mehrere thematisch organisierte Mediotheken an verschiedenen Standorten das Informationszentrum. 2012 folgte die Zusammenführung im neuen Campus, für dessen Bau der Schweizer Architekt Max Dudler verantwortlich war – ebenso wie für die Innenarchitektur der Bibliotheksräumlichkeiten.

## Organisation
Die Bibliothek erstreckt sich über vier Stockwerke (inklusive Verwaltungsetage). Bibliotheksintern werden drei Zuständigkeitsbereiche unterschieden: Bestände, Benutzung, Services.

## Angebot

### Räumlichkeiten
In den Räumlichkeiten der Bibliothek stehen über 150 Arbeitsplätze, mehrere Lounges und ein Ruheraum zur Verfügung. Es gibt Kommunikationszonen für Gruppenarbeiten und Lernzonen für ruhiges Arbeiten. Seit 2022 können Studierende und Mitarbeitende der PH Zürich die Bibliotheksräumlichkeiten im Rahmen eines Open-Library-Angebots regulär selbstständig nutzen.

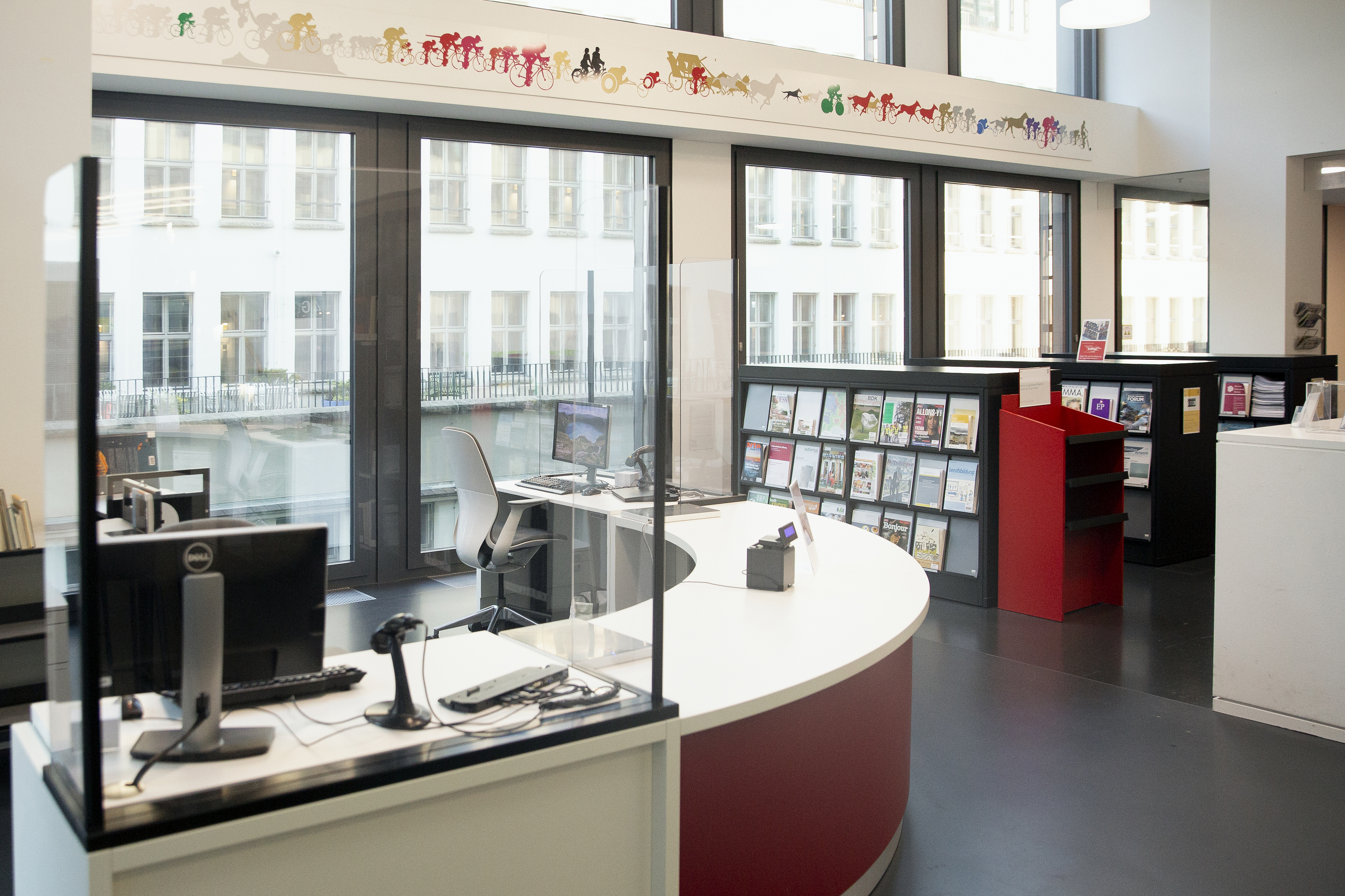
Standort der Bibliotheksinformation seit Sommer 2021

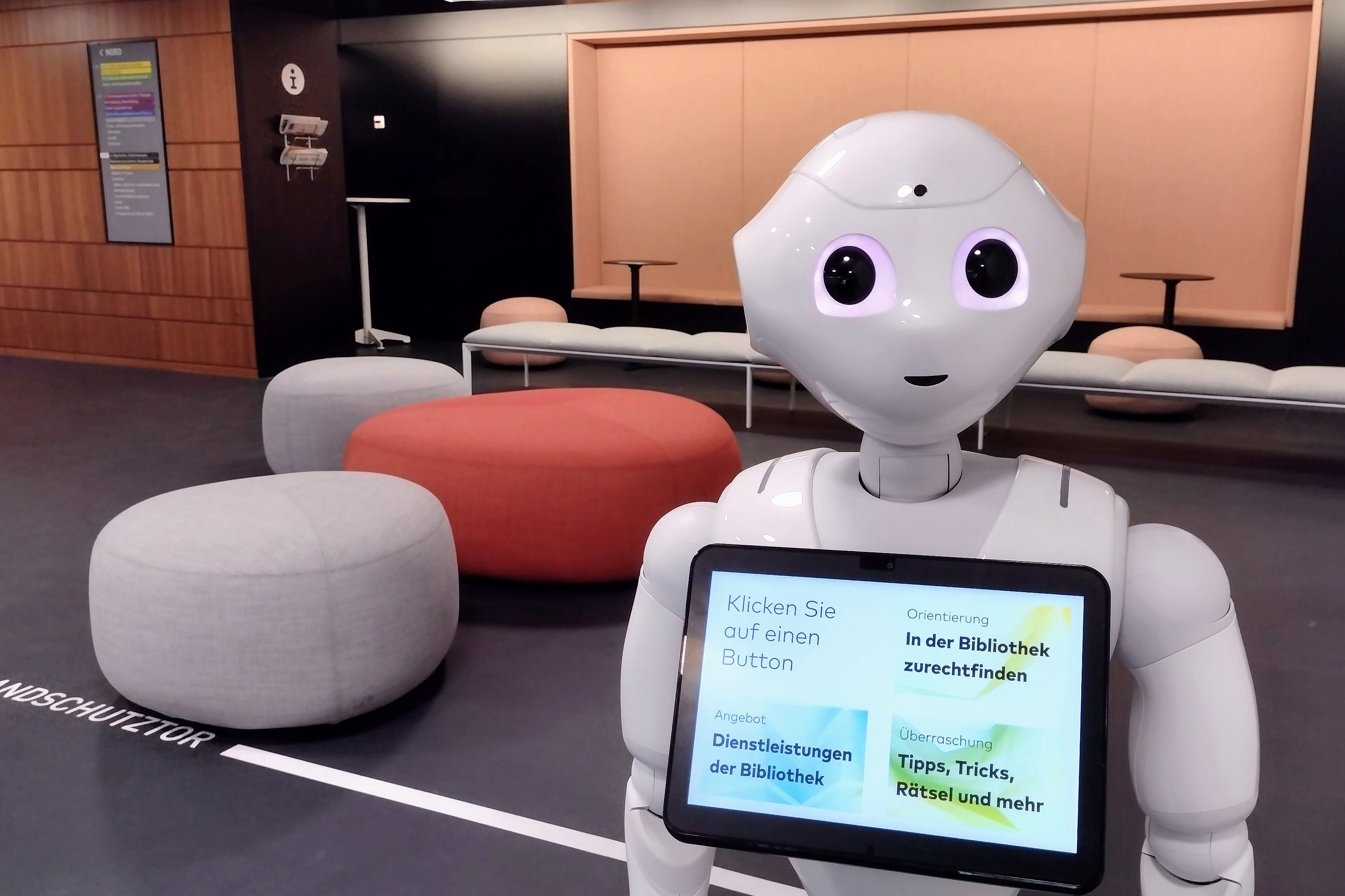
Humanoider Roboter in der Eingangslounge

2021 wurden diverse Bereiche der Bibliothek umgestaltet. Dazu gehört der gesamte Lernort, aber auch die Beratungs- und Kundenzonen. Die Information befindet sich seit August 2021 im Stockwerk G.  Der Eingangsbereich im Stockwerk F, ehemals Standort der Bibliotheksinformation, bietet neu Platz für eine selbstständig bedienbare Abholstation für Bibliotheksmedien und eine grosszügige Lounge. Hier begrüsst der humanoide Roboter Phibi (Zusammenzug der Worte "PH" und "Bibliothek") interessierte Nutzende. Spielerisch-interaktiv lernen sie damit wichtige Dienstleistungen kennen und erhalten Informationen zur Orientierung vor Ort.

### Bestand
Der Bestand setzt sich aus Fach- und Studienliteratur der Pädagogik, Lehrmitteln des Kantons Zürich und anderer Kantone und Länder, didaktischen Hilfsmitteln, allgemeinbildenden Sach- und Fachbüchern, Zeitschriften zu schulischen, pädagogischen und sozialwissenschaftlichen Themen, audiovisuellen Medien sowie lizenzierten Datenbanken zusammen. Per 31. Dezember 2024 waren 67 013 physische Medien und 230 949 elektronische Medien im Bibliothekskatalog zu verzeichnen.
Die Bibliothek bietet Führungen und Beratungen zu Literatursuche und Literaturverwaltung, inklusive Schulungen zur Recherche mit Künstlicher Intelligenz, an, während des Semesters auch Workshops. Seit August 2023 gibt es eine öffentlich zugängliche Online-Lerneinheit zur Literaturrecherche.

### E-preferred-Strategie und Open Access
In ihrer Strategie setzt die Bibliothek zunehmend auf elektronische Medien und Open Access. Das institutionelle Repositorium nahm unter der Leitung der Bibliothek 2019 den regulären Betrieb auf. Es enthält wissenschaftliche und anwendungsbezogene Werke von Mitarbeitenden der PHZH und macht diese im Sinne von Open Access zugänglich. 2023 hat die PH Zürich ihre Policy zu Open Access überarbeitet. Seit der Verabschiedung der ersten Version Anfang 2018 wurde der Bereich (unter anderem mit einem institutionellen Open-Access-Fonds und -Monitoring) deutlich ausgebaut. Die neue Policy trägt der Entwicklung Rechnung.
Die Bibliothek unterstützt ihre Nutzenden zudem während der COVID-19-Pandemie im Fernstudium, etwa mit kuratierten Spezialangeboten und Ausstellungen zu E-Medien, einem Lernbound, Online-Tutorials sowie einer virtuellen Führung.

### Spezialbestände
In der Bibliothek finden sich Spezialbestände wie Lernumgebungen, Ansichts- und Ausleihexemplare der Zentrale für Klassenlektüre (ZKL) sowie Unterrichtsmedien des nationalen Kompetenz- und Dienstleistungszentrums für Bildung für Nachhaltige Entwicklung (BNE), éducation21.

## Kooperation
Am 7. Dezember 2020 lancierte die Bibliothek der Pädagogischen Hochschule Zürich zusammen mit über 450 weiteren wissenschaftlichen Bibliotheken aus der gesamten Schweiz die gemeinsame Rechercheplattform swisscovery. Diese verzeichnet insgesamt mehr als 30 Millionen Bücher, Serien, Zeitschriften und Non-Book-Materialien sowie mehr als 3 Milliarden elektronische Artikel. Betrieben wird sie von der Dienstleisterin Swiss Library Service Platform (SLSP). Das gemeinsame Projekt soll Zugriff auf den gesamten wissenschaftlichen Medienbestand der Schweiz bieten und löst die bisherigen Rechercheportale und Bibliotheksverbünde ab (z. B. NEBIS).
Als kollaborativer Beitrag zur internationalen Open Access Week organisierte die Bibliothek der PH Zürich gemeinsam mit weiteren Hochschulbibliotheken in den letzten Jahren hybride Veranstaltungsreihen.